# Lodewijk Crato van Nassau-Saarbrücken
Lodewijk Crato van Nassau-Saarbrücken, Duitse voornaam Ludwig Kraft, (Saarbrücken, 28 maart 1663 o.s. — Saarbrücken, 14 februari 1713) was graaf van Nassau-Saarbrücken. Hij stamt uit de Walramse Linie van het Huis Nassau.

## Biografie
Lodewijk Crato was de oudste zoon van graaf Gustaaf Adolf van Nassau-Saarbrücken en Eleonora Clara van Hohenlohe-Neuenstein, dochter van graaf Crato van Hohenlohe-Neuenstein en Sophia van Palts-Birkenfeld. Lodewijk Crato werd opgevoed op Slot Neuenstein bij zijn oom graaf Wolfgang Julius van Hohenlohe-Neuenstein en later in Tübingen. Zijn vader was in die tijd krijgsgevangene van de Fransen.
Lodewijk Crato volgde in 1677 zijn vader op. Hij nam de regering niet op zich omdat het land door de Fransen bezet was. Het was vermoedelijk zucht naar avontuur en het gebrek aan kansen die hem ertoe brachten om in Franse dienst te treden. Hij werd de eigenaar van het Régiment Royal-Allemand cavalerie en bereikte uiteindelijk de rang van luitenant-generaal. Tijdens zijn carrière onderscheidde hij zich door dapperheid, koelbloedigheid en militair inzicht. Zo nam hij deel aan het Beleg van Luxemburg (1684). Op 18 maart 1685 nam hij de regering van Nassau-Saarbrücken over.
Lodewijk Crato trad in Staatse dienst en werd 30 juli 1686 ritmeester onder de garde van de stadhouder en majoor van de garde te paard. Tijdens de Negenjarige Oorlog streed Lodewijk Crato in de Slag bij Fleurus (1690) (waar hij zwaar gewond raakte), bij het Beleg van Namen (1692), in de Slag bij Steenkerke in 1692, en in de Slag bij Neerwinden (1693). Deze korte periode bij het Staatse leger werd beëindigd doordat koning Lodewijk XIV van Frankrijk zijn land in beslag nam. Na de Vrede van Rijswijk in 1697 werd zijn land weer Duits en nam Lodewijk Crato de regering weer op zich. Tijdens de Spaanse Successieoorlog was hij alleen in een adviserende functie actief.
Lodewijk Crato geldt als een goede regent, zo kon hij zijn land buiten verdere oorlogen houden. Hij ordende de rechtspleging en de overheidsfinanciën. Hij was liefdadig en reorganiseerde het onderwijs. Op 16 oktober 1699 besloot hij tot invoering van de Gregoriaanse kalender met ingang van het jaar 1700. In 1707 stichtte hij de glasblazerij in Lauterbach. In 1709 liet hij Slot Monplaisir op bouwen op de Halberg. Op 2 april 1712 stichtte hij het weduwen- en wezenhuis te Saarbrücken.
Lodewijk Crato werd op 17 februari 1713 begraven in de Slotkerk te Saarbrücken. Zijn opvolger was zijn broer Karel Lodewijk.

## Huwelijk en kinderen
Lodewijk Crato huwde te Saarbrücken op 25 april 1699 met Philippine Henriëtte van Hohenlohe-Langenburg (Langenburg, 15 november 1679 o.s. - Bergzabern, 14 januari 1751), dochter van graaf Hendrik Frederik van Hohenlohe-Langenburg en Juliana Dorothea van Castell-Castell. Philippine Henriëtte werd in 1742 met haar dochters in de Rijksvorstenstand verheven.

Uit dit huwelijk werden de volgende kinderen geboren:
1. Elise Maria (1700 - 8 maart 1712).
2. Eleonora Dorothea (Saarbrücken, 18 juli 1701 - Saarbrücken, 24 augustus 1702).
3. Doodgeboren kind (Saarbrücken, 18 juli 1701).
4. Henriëtte (Saarbrücken, 26 november 1702 - Bergzabern, 29 juni 1769).
5. Carolina (Saarbrücken, 12 augustus 1704 - Darmstadt, 25 maart 1774), huwde te Slot Lorentzen op 21 september 1719 met hertog Christiaan III van Palts-Zweibrücken (Straatsburg, 7 november 1674 - Zweibrücken, 3 februari 1735).
6. Louise (Saarbrücken, 6 december 1705 - Gedern, .. oktober 1766), huwde te Slot Lorentzen op 22 september 1719 met vorst Frederik Karel van Stolberg-Gedern (11 oktober 1693 - 28 september 1767).
7. Eleonora (Saarbrücken, 1 juli 1707 - Langenburg, 15 oktober 1769), huwde te Slot Lorentzen op 25 januari 1723 met vorst Lodewijk I van Hohenlohe-Langenburg (Langenburg, 20 oktober 1696 - Langenburg, 16 januari 1765).
8. Lodewijk (Saarbrücken, 4 maart 1709 - Saarbrücken, 6 april 1710).
9. Christiane (Saarbrücken, 21 november 1711 - Saarbrücken, 2 maart 1712).